# ميريت أ. إدسون
ميريت أ. إدسون (بالإنجليزية: Merritt A. Edson)‏ هو ضابط أمريكي، ولد في 25 أبريل 1897 في تشيستر في الولايات المتحدة، وتوفي في 14 أغسطس 1955 في واشنطن العاصمة في الولايات المتحدة بسبب تسمم بأحادي أكسيد الكربون.